# BRG6 Marchettigasse
Das Bundesrealgymnasium Marchettigasse steht in der Marchettigasse Nr. 3 im 6. Wiener Gemeindebezirk Mariahilf. Die Schule steht unter Denkmalschutz (Listeneintrag).

## Geschichte
Die Schule wurde am 18. Oktober 1854 als Selbständige Wiener Communal-Realschule in der Vorstadt Gumpendorf gegründet. Der Unterricht fand im Gemeindehaus in der Gumpendorfer Straße 106 statt. Schon 1869 übersiedelte die Schule in das zuvor vom Kommunal-, Real- und Obergymnasium (heute Amerlinggymnasium) benützte Gebäude in der Schmalzhofgasse 18. Um den Ausbau der bisherigen Unterrealschule zur Oberrealschule zu ermöglichen, wurde schließlich das heutige Schulgebäude in der Marchettigasse von 1879 bis 1881 nach den Plänen des Architekten Carl Schlimp erbaut und am 19. September 1881 feierlich eröffnet.
1896 wurde die Schule vom Staat übernommen und damit zur k.k. Staatsrealschule. Infolge der politischen Umwälzungen nach Ende des Ersten Weltkriegs wurde sie 1918 in Bundesrealschule Wien VI umbenannt.
1922 wurden erstmals Mädchen als Schülerinnen aufgenommen.
Im Schuljahr 1944/45 war der Schulbetrieb kriegsbedingt eingestellt; das Gebäude diente den Heinkel-Flugzeugwerken als Bürogebäude. Da es keine Bombenschäden davontrug, konnte ab Sommer 1945 wieder Unterricht stattfinden.
Von Juni 2004 bis September 2006 erfolgte eine Generalsanierung; die Zeit der Bauarbeiten wurden auch für archäologische Grabungen im Schulhof genützt. Der Schulbetrieb fand während dieser Zeit in einem Ausweichquartier in der Singrienergasse statt.

## Architektur
Der viergeschoßige Schulbau zeigt eine Fassade mit additiver Gliederung und geraden Fensterverdachungen. Das Portal mit Seitenrisaliten und Reliefdekor auf Putz setzt sich vom sonstigen Sichtziegelmauerwerk ab.

## Bekannte Absolventen
- 1926? Felix Weihs de Weldon (1907–2003), austroamerikanischer Bildhauer
- 1930 Heinrich Drimmel (1912–1991), österreichischer Unterrichtsminister
- 1937 Heinz Zemanek (1920–2014), Computerpionier
- Werner D. Fröhlich (* 1931), Professor für Psychologie, Mainz
- 1967 Klaus Kubinger (* 1949), Universitätsprofessor für Psychologische Diagnostik, Wien